# Schloss Pernegg

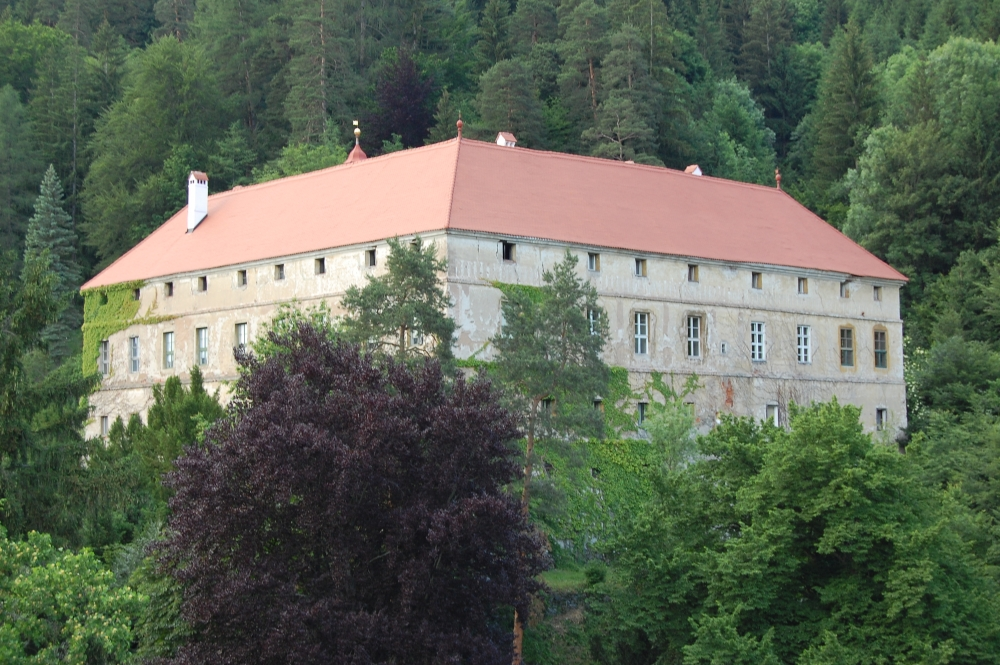
Schloss Pernegg 2010

Das Schloss Pernegg ist eine Schlossanlage bei Pernegg an der Mur in der Steiermark im Murtal zwischen Bruck an der Mur und Frohnleiten.

## Geschichte

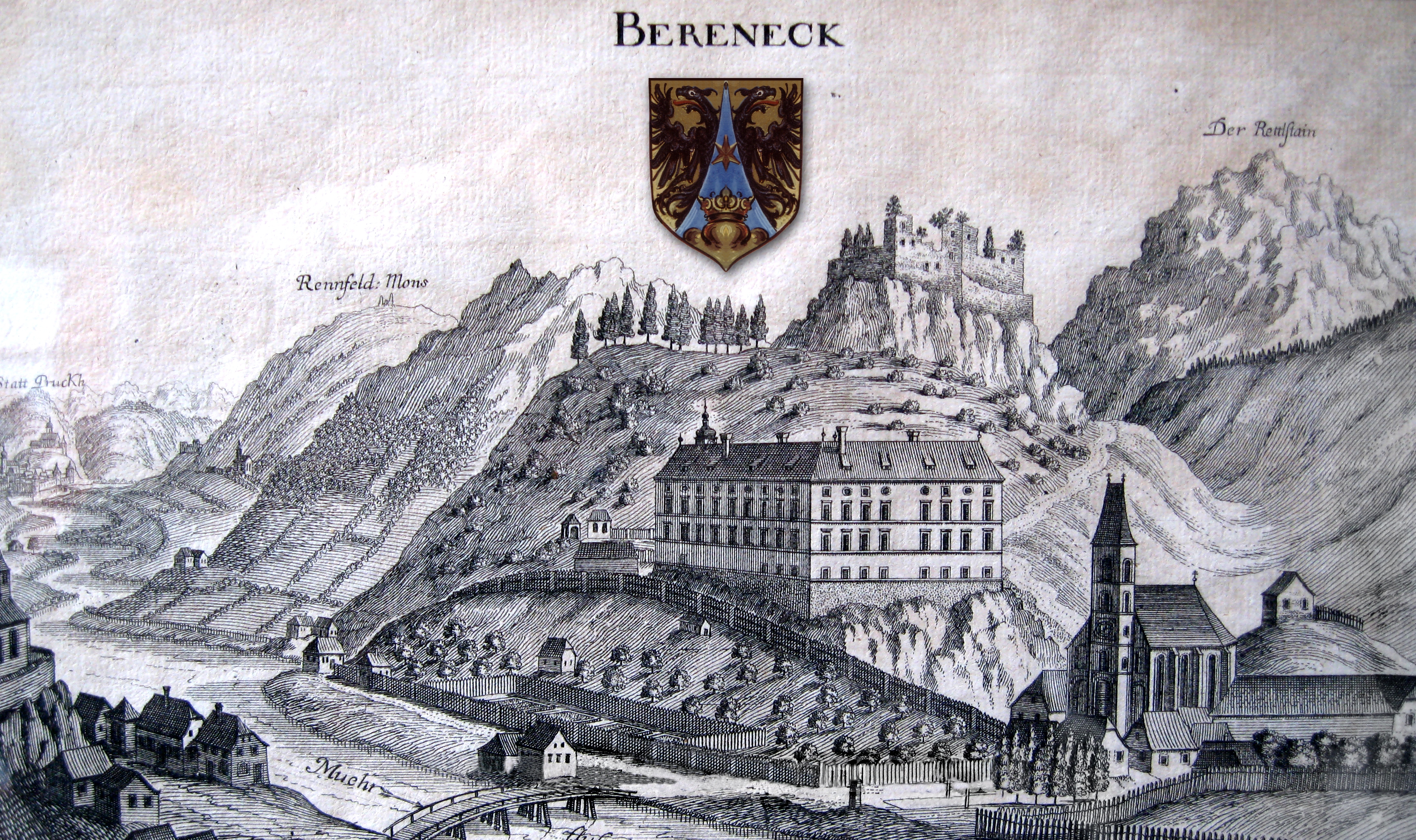
Stich & Herrschaftswappen Schloss Pernegg

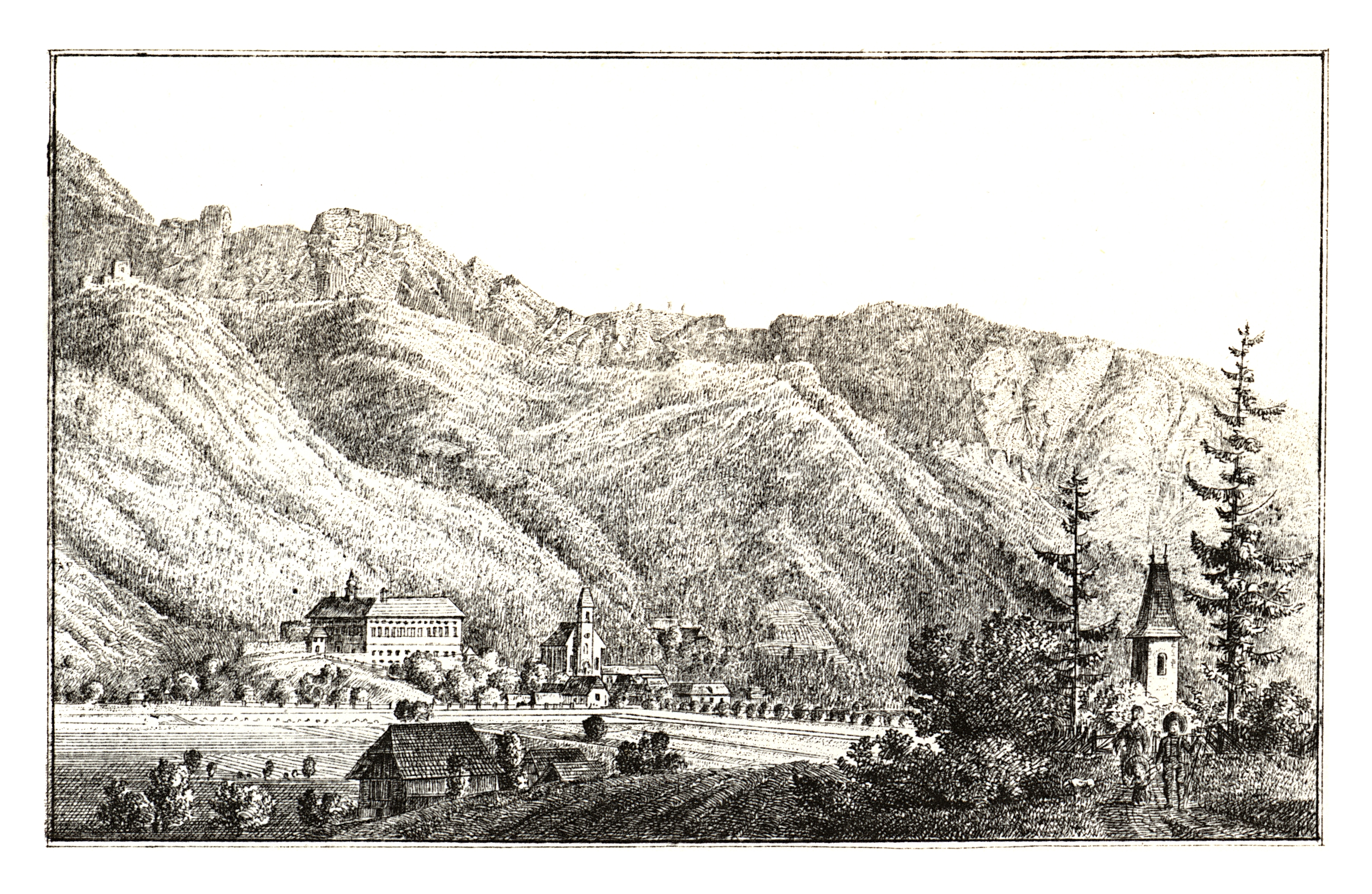
Schloss und Ort Bäreneck, Lith. um 1830, J.F.Kaiser, Graz

Die Herrschaft Pernegg wurde dem Freiherrn Gallus von Racknitz 1576 in den alleinigen Besitz übergeben. Er war der Enkel von Magdalena von Pernegg, die mit Christoph von Racknitz verheiratet war. Gallus von Racknitz war mit Anna, der Tochter des Adam von Trauttmansdorff, vermählt. Sein eigenes Vermögen und das seiner Frau erlaubten es ihm, anstelle der unwohnlichen, mittelalterlichen Burg etwas tiefer unten am Berghang das neue Renaissanceschloss zu errichten. Vermutlich beauftragte er dafür einen italienischen Baumeister, der aus der Schule des Domenico dell’Allio stammen könnte, der den Grazer Landhaushof konzipierte. Nach vierjähriger Bauzeit von 1578 bis 1582 war das Schloss fertig.
Gallus von Racknitz konnte sich seines neuen Schlosses nicht lange erfreuen, denn er starb bereits 1588, und das Pernegger Erbe fiel an seinen Bruder Franz und nach dessen Tod 1615 an seinen Sohn Gallus III. Dieser – so wie seine Vorfahren überzeugter Lutheraner – verließ kurz nach der Schlacht am Weißen Berg in Böhmen aus Glaubensüberzeugung Anfang 1629 die Steiermark und verkaufte die Herrschaft Pernegg am 29. Juli 1629 an Hans Thomas Casinedi (auch Johann Thomas Cassineti Frhrn. v. Pernegg). Er war mit Maximiliana Maria Anna von Steinbeiss (Steinpeiss) vermählt und starb in Graz am 27. September 1694. Die Casinedis waren bis 1688 Eigentümer von Pernegg. In diesem Jahr wurde die Herrschaft an Jakob Graf Leslie verkauft. 
Die aus Schottland stammenden Grafen Leslie sollten Pernegg bis 1804 besitzen. Anton Reichsgraf von Leslie vereinigte einen riesigen, vor allem in der Steiermark gelegenen Besitz. Er starb am 22. Februar 1802 als letzter seines Geschlechts. Mit ihm erlosch die Familie im Mannesstamm in Österreich und in Deutschland, in England dagegen lebt sie bis heute weiter. Als die Familie ausstarb, ging Pernegg in den Besitz des Grafen Douglas von Dietrichstein über, der es jedoch sofort dem Freiherrn Josef von Egger verkaufte.
Mit Vertrag vom 10. Oktober 1864 kaufte Fürstin Julie von Öttingen-Wallerstein die Herrschaft Pernegg. Sie war Besitzerin der großen Herrschaft Waldstein und kaufte Pernegg zur Abrundung ihres ausgedehnten Forst- und Jagdbesitzes. Im Jahr 1879 wurde Mathilde Lippitt, geborene Ritter von Miller zu Aichholz, Eigentümerin des Herrschaftsbesitzes. Ihr folgen in direkter Linie ihr Sohn Alfred Josef, Markus von Pongratz-Lippitt und Oscar von Pongratz-Lippitt. Seitdem befindet sich das Schloss im Besitz der Familie Pongratz-Lippitt. Seit 2006 ist die Pongratz-Lippitt Stiftung Herrschaft Pernegg Eigentümerin des Schlosses.

## Architektur

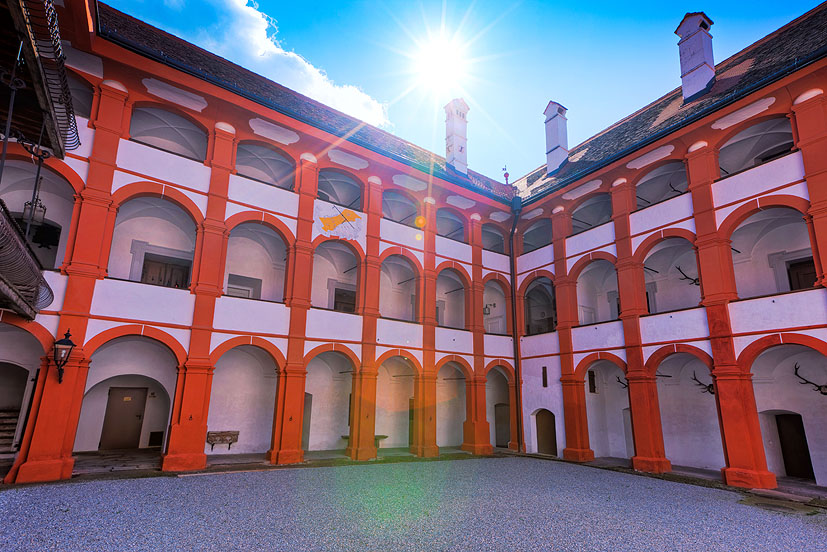
Arkadenhof Schloss Pernegg

Das Schloss Pernegg ist ein quadratischer, dreigeschoßiger Vierflügelbau mit einem Rustika-Portal im Nordtrakt. An zweieinhalb Seiten das Innenhofes befinden sich dreigeschoßige vorgelegte Pfeilerarkaden mit starker Anlehnung an den Grazer Landhaushof. Der dreigeschoßige, nahezu quadratische Pfeilerarkadenhof des Schlosses besitzt acht Achsen, wobei die drei Geschoße nicht ganz gleich gestaltet sind.
Im obersten Geschoß nimmt die Arkadenhöhe ab, die Geschoßgliederung erfolgt durch Rundstäbe. Die Geschoßhöhe nimmt nach oben hin ab, was sich an Pfeilern, Pilastern und an den nach oben hin immer niedriger werdenden Arkaden ersehen lässt. Ein weiterer Gestaltungsunterschied wird in den Laubengängen ersichtlich. Während das Erdgeschoß und das erste Obergeschoß kreuzgratgewölbt sind, weist das Dachgeschoß ein Platzlgewölbe auf – die sogenannte Böhmische Kappe. Im Westflügel befindet sich das sogenannte Bischofskammerl, in dem der Legende nach ein Bischof im Zuge der Reformation eingemauert gewesen sein soll. Dort sind an der Decke zwei Kreuzgratgewölbe mit antik-mythologischen Szenen, die Mathias Echter zugeschrieben werden.
Die Öfen im Westflügel stammen von 1780. Im Nordtrakt des Schlosses ist in der Wandfläche zwischen dem Bogenscheitel des ersten Obergeschoßes und der Brüstung des Dachgeschoßes eine gemalte Sonnenuhr, eingefügt, die auf das Jahr 1601 datiert ist. Die regelmäßige Anordnung der Türen in den Laubengängen ist ein typisches Merkmal der Renaissance, barocke Zutaten finden sich an den Türen, die profilierte Ohrenrahmen aufweisen. Im West- und Südflügel sind Rokoko-Stuckdecken und ausgiebige Wandmalereien der gleichen Zeit vorhanden.
Die Kapelle im Erdgeschoß des Nordflügels hat einen Altar von 1700 und Stichkappentonne an der Decke. An Stelle des Altarbildes befindet sich ein Glasgemälde Maria mit dem Kind mit dem Wappen der Familien Ritter von Miller zu Aichholz und Lippitt von etwa 1890 und einem Wappen in Form des damaligen Wappens der Vereinigten Staaten von Amerika. Im Erdgeschoß findet sich eine alte, original erhaltene Gerichtsstube der Herrschaft Pernegg aus der Zeit um 1835 sowie eine Mur-Mauttafel der Grafen Leslie aus 1749. In der Einfahrt an der Nordseite sind Wappen der Familien von Racknitz, von Trauttmansdorff, Leslie, von Öttingen, von Lippitt und von Pongratz angebracht.